# Enicospilus cheoi
Enicospilus cheoi là một loài tò vò trong họ Ichneumonidae.